# Gifted Children Danmark
Foreningen Gifted Children er en forening, der arbejder for at fremme vilkår for højtbegavede børn, dvs. børn som ligger i de øverste 5% af intelligensskalaen. Pr. 2012 dækker det en målgruppe på ca. 35.000 skolebørn og 10.000 børnehavebørn.[kilde mangler]
Foreningen dækker også twice exceptionals, dvs. børn med høj intelligens kombineret med en psykologisk/psykiatrisk diagnose, ordblindhed eller andre former for indlæringsvanskeligheder.
Foreningen var oprindelig en del af foreningen Mensa, men blev en selvstændig forening i 2005, og havde pr. 23. juni 2018 ifølge de interne medlemslister små 1100 familier som medlem, og lidt over 1500 børn som individuelle medlemmer (børn regnes som individuelle medlemmer selvom deres familie også er medlem).

## Medlemskab
Medlemskab tegnes pr. husstand efter samtale med et medlem, der har personlig erfaring med børn med høj begavelse, og er ansat af foreningen til at varetage disse samtaler. Medlemskab giver adgang til foreningens egne debatfora på internettet for henholdsvis børn og voksne (børnefora'et er lukket for de voksne, og er underlagt en moderator med tavshedspligt), samt forskellige arrangementer og en sommerlejr. Således fungerer foreningen som et samlingssted for familier med børn med særlige forudsætninger, og de udfordringer, problemer og sejre disse børn kan have (og give) i hverdagen.
En væsentlig del af foreningens virke er at lade børnene være børn på deres egne vilkår, sammen med ligesindede. Derfor har foreningen også en del regler til børnenes beskyttelse. Eksempelvis har medlemmer tavshedspligt overfor andre medlemmer angående identitet.

## Formål og arbejde
Foreningen arbejder for større bevidsthed om børn, der på et eller flere områder har særligt høj intelligens, og som derfor eksempelvis kan have problemer med at indgå i sociale sammenhænge med andre børn, eller for hvem den almindelige stimulans i klassen ikke er nok - eksempelvis en elev i starten af 1. klasse, der læser flydende, og som derfor har brug for ekstra stimuli, men som stadig skal lære simpel addition.
Foreningen har 6 ambassadører, der på forskellig vis arbejder frivilligt for foreningens virke.